# Glénac
Glénac korábbi község Franciaországban, Morbihan megyében. Lakosainak száma 894 fő (2018. január 1.). Glénac La Gacilly, Cournon, Bains-sur-Oust, Saint-Vincent-sur-Oust, Peillac és Les Fougerêts községekkel határos.
2017. január 1-jén La Chapelle-Gaceline korábbi községgel együtt La Gacilly új község része lett.

## Népesség
A település népességének változása:
| Lakosok száma | 655  | 668  | 745  | 805  | 810  | 882  | 886  | 898  | 894  | 894  |
|               | 1968 | 1975 | 1982 | 1990 | 1999 | 2011 | 2013 | 2015 | 2017 | 2018 |